# Municipio de Batavia (Arkansas)
El municipio de Batavia (en inglés: Batavia Township) es un municipio ubicado en el condado de Boone en el estado estadounidense de Arkansas. En el año 2010 tenía una población de 911 habitantes y una densidad poblacional de 32,92 personas por km².

## Geografía
El municipio de Batavia se encuentra ubicado en las coordenadas 36°15′39″N 93°14′7″O / 36.26083, -93.23528. Según la Oficina del Censo de los Estados Unidos, el municipio tiene una superficie total de 27.67 km², de la cual 27.6 km² corresponden a tierra firme y (0.25%) 0.07 km² es agua.

## Demografía
Según el censo de 2010, había 911 personas residiendo en el municipio de Batavia. La densidad de población era de 32,92 hab./km². De los 911 habitantes, el municipio de Batavia estaba compuesto por el 96.6% blancos, el 0.11% eran afroamericanos, el 0.77% eran amerindios, el 0.33% eran asiáticos, el 0.11% eran isleños del Pacífico, el 0.44% eran de otras razas y el 1.65% pertenecían a dos o más razas. Del total de la población el 1.43% eran hispanos o latinos de cualquier raza.